# Ninville
Ninville är en kommun i departementet Haute-Marne i regionen Grand Est (tidigare regionen Champagne-Ardenne) i nordöstra Frankrike. Kommunen ligger i kantonen Nogent som tillhör arrondissementet Chaumont. År 2022 hade Ninville 59 invånare.

## Befolkningsutveckling
Antalet invånare i kommunen Ninville
| Referens: INSEE |